# Тлобзода
Тлобзода — село в Тляратинском районе Дагестана. Входит в сельское поселение сельсовет Хидибский.

## География
Расположено в 8 км к северо-северо-востоку от районного центра — села Тлярата.

## Население
| 1869 | 1888 | 1895 | 1926 | 1939 | 1970 | 1989 |
| ---- | ---- | ---- | ---- | ---- | ---- | ---- |
| 42   | ↗44  | ↘41  | ↘25  | ↗32  | ↗68  | ↗71  |
| 2002 | 2010 | 2021 |      |      |      |      |
| ↗101 | ↘76  | ↗77  |      |      |      |      |